# Solenopsis picea
Solenopsis picea är en myrart som beskrevs av Carlo Emery 1896. Solenopsis picea ingår i släktet eldmyror, och familjen myror.

## Underarter
Arten delas in i följande underarter:
- S. p. picea
- S. p. reducta
- S. p. subadpressa